# Mjøndalen Idrettsforening 2021
Questa voce raccoglie le informazioni riguardanti il Mjøndalen Idrettsforening nelle competizioni ufficiali della stagione 2021.

## Stagione
Il Mjøndalen ha chiuso la stagione 2021 al 16º posto finale, retrocedendo pertanto in 1. divisjon. L'avventura nel Norgesmesterskapet è terminata al terzo turno, con l'eliminazione subita per mano dello Start.
Lars Olden Larsen è stato il calciatore più utilizzato in stagione, con 32 presenze tra campionato e coppa nazionale. È stato anche il miglior marcatore della squadra, con 8 reti.

## Maglie e sponsor
Lo sponsor tecnico per la stagione 2021 è stato Umbro, mentre lo sponsor ufficiale è stato Sparebanken Øst. La divisa casalinga era composta da un maglietta marrone con sottili strisce verticali di colore bianco, con pantaloncini e calzettoni bianchi. Quella da trasferta era invece costituita da una maglia bianca, con pantaloncini e calzettoni marroni.
| Casa | Trasferta |

## Rosa
| N. |                      | Ruolo | Calciatore            |
| -- | -------------------- | ----- | --------------------- |
| 1  | Iran (bandiera)      | P     | Sosha Makani          |
| 2  | Norvegia (bandiera)  | D     | Syver Eriksen         |
| 2  | Norvegia (bandiera)  | D     | Sebastian Sebulonsen  |
| 3  | Norvegia (bandiera)  | D     | Nikolas Walstad       |
| 4  | Svezia (bandiera)    | D     | Daniel Janevski       |
| 4  | Norvegia (bandiera)  | D     | William Sælid Sell    |
| 5  | Norvegia (bandiera)  | D     | Sivert Øverby         |
| 6  | Norvegia (bandiera)  | D     | Joackim Olsen Solberg |
| 7  | Norvegia (bandiera)  | C     | Lars Olden Larsen     |
| 8  | Norvegia (bandiera)  | A     | Fredrik Brustad       |
| 9  | Norvegia (bandiera)  | A     | Benjamin Stokke       |
| 10 | Norvegia (bandiera)  | C     | Erik Skistad          |
| 10 | Danimarca (bandiera) | C     | Tonny Brochmann       |
| 11 | Norvegia (bandiera)  | C     | Christian Gauseth     |
| 12 | Norvegia (bandiera)  | D     | Markus Nakkim         |
| 13 | Norvegia (bandiera)  | P     | Erik Hejer            |
| 14 | Norvegia (bandiera)  | C     | Kent Håvard Eriksen   |
| 17 | Norvegia (bandiera)  | C     | Martin Ovenstad       |

| N. |                     | Ruolo | Calciatore              |
| -- | ------------------- | ----- | ----------------------- |
| 18 | Norvegia (bandiera) | C     | Stian Semb Aasmundsen   |
| 19 | Norvegia (bandiera) | A     | Magnus Bækken           |
| 20 | Ghana (bandiera)    | C     | Isaac Twum              |
| 21 | Norvegia (bandiera) | D     | Herman Kleppa           |
| 21 | Kenya (bandiera)    | A     | Alfred Scriven          |
| 22 | Nigeria (bandiera)  | A     | Shuaibu Ibrahim         |
| 23 | Norvegia (bandiera) | D     | Sondre Solholm Johansen |
| 24 | Norvegia (bandiera) | C     | Ole Amund Sveen         |
| 25 | Norvegia (bandiera) | C     | Daniel Skare            |
| 27 | Norvegia (bandiera) | A     | Frank Bamenye           |
| 28 | Norvegia (bandiera) | D     | Adrian Hansen           |
| 30 | Norvegia (bandiera) | P     | Idar Lysgård            |
| 31 | Svezia (bandiera)   | C     | Albin Sporrong          |
| 32 | Norvegia (bandiera) | C     | Jonas Holthe            |
| 34 | Norvegia (bandiera) | C     | Tobias Bjørnstad        |
| 36 | Norvegia (bandiera) | P     | Lars Aris Lekkas        |
| 37 | Norvegia (bandiera) | A     | Brinder Singh           |

## Calciomercato

### Sessione invernale(dal 15/01 al 24/03)
| Arrivi | Arrivi          | Arrivi | Arrivi     |
| R.     | Nome            | da     | Modalità   |
| ------ | --------------- | ------ | ---------- |
| P      | Idar Lysgård    |        | svincolato |
| D      | Nikolas Walstad |        | svincolato |
| A      | Benjamin Stokke |        | svincolato |

| Partenze | Partenze                | Partenze  | Partenze   |
| R.       | Nome                    | a         | Modalità   |
| -------- | ----------------------- | --------- | ---------- |
| P        | Georges Bokwé           |           | svincolato |
| P        | Jorge Vieira            |           | svincolato |
| D        | Alexander Betten Hansen |           | svincolato |
| D        | Vetle Dragsnes          |           | svincolato |
| D        | Quint Jansen            |           | svincolato |
| C        | Vamouti Diomande        |           | svincolato |
| C        | Mathias Fredriksen      |           | svincolato |
| C        | Dagur Dan Þórhallsson   | Fylkir    | prestito   |
| A        | Andreas Hellum          |           | svincolato |
| A        | Sondre Liseth           | Haugesund | definitivo |

### Sessione primaverile(dal 29/04 al 12/05)
| Arrivi | Arrivi               | Arrivi | Arrivi     |
| R.     | Nome                 | da     | Modalità   |
| ------ | -------------------- | ------ | ---------- |
| D      | Sivert Øverby        | Fana   | definitivo |
| D      | Sebastian Sebulonsen | Viking | prestito   |

| Partenze | Partenze | Partenze | Partenze |
| R.       | Nome     | a        | Modalità |
| -------- | -------- | -------- | -------- |

### Tra la sessione primaverile e la sessione estiva
| Arrivi | Arrivi | Arrivi | Arrivi   |
| R.     | Nome   | da     | Modalità |
| ------ | ------ | ------ | -------- |

| Partenze | Partenze             | Partenze | Partenze      |
| R.       | Nome                 | a        | Modalità      |
| -------- | -------------------- | -------- | ------------- |
| D        | Sebastian Sebulonsen | Viking   | fine prestito |
| C        | Tonny Brochmann      | Horsens  | definitivo    |

### Sessione estiva(dal 01/08 al 31/08)
| Arrivi | Arrivi              | Arrivi      | Arrivi     |
| R.     | Nome                | da          | Modalità   |
| ------ | ------------------- | ----------- | ---------- |
| D      | Daniel Janevski     | Degerfors   | definitivo |
| D      | Herman Kleppa       | Raufoss     | definitivo |
| C      | Kent Håvard Eriksen | Lillestrøm  | definitivo |
| C      | Albin Sporrong      | Västerås SK | definitivo |

| Partenze | Partenze                | Partenze   | Partenze   |
| R.       | Nome                    | a          | Modalità   |
| -------- | ----------------------- | ---------- | ---------- |
| P        | Gard Thomas             | Asker      | definitivo |
| D        | William Sælid Sell      | Lyn        | definitivo |
| D        | Sondre Solholm Johansen | Motherwell | definitivo |
| A        | Shuaibu Ibrahim         | Jerv       | definitivo |
| A        | Alfred Scriven          | Hødd       | definitivo |

## Risultati

### Eliteserien

#### Girone di andata
| Arbitro: | Hobber Nilsen (Oslo) |

|               |           |                     |
| Thomassen 90’ | Marcatori | 2’ Solholm Johansen |

| Arbitro: | Amland (Bergen) |

|                   |           |                            |
| Stokke 90’ (rig.) | Marcatori | 39’ Wangberg 77’ Edvardsen |

| Arbitro: | Amland (Bergen) |

|  |           |                                          |
|  | Marcatori | 5’ Brochmann 77’ Olden Larsen 89’ Nakkim |

| Arbitro: | Steen (Bergen) |

|              |           |                   |
| Ovenstad 52’ | Marcatori | 83’ Tollås Nation |

| Arbitro: | Hansen (Feda) |

|                              |           |            |
| Nilsen Tangen 54’ Tripić 81’ | Marcatori | 43’ Stokke |

| Mjøndalen 30 maggio 2021, ore 15:00 6ª giornata | Mjøndalen          | 0 – 0 referto | Molde | Consto Arena (200 spett.)\| Arbitro: \| Hafsås (Trondheim) \| |
| Arbitro:                                        | Hafsås (Trondheim) |               |       |                                                               |

| Arbitro: | Hagen (Grue) |

|                |           |  |
| Sørli 42’, 70’ | Marcatori |  |

| Arbitro: | Eskås (Oslo) |

|              |           |              |
| Ovenstad 57’ | Marcatori | 67’ Stenevik |

| Arbitro: | Hagenes (Flaktveit) |

|                   |           |           |
| Øwre Gjertsen 38’ | Marcatori | 16’ Sveen |

| Arbitro: | Hobber Nilsen (Oslo) |

|             |           |                                                |
| Ibrahim 67’ | Marcatori | 41’ (aut.) Solholm Johansen 50’ (rig.) Bakenga |

| Arbitro: | S. Smehus Kringstad (Oslo) |

|                             |           |             |
| Lehne Olsen 65’, 70’ (rig.) | Marcatori | 90’ Brustad |

| Arbitro: | Hagenes (Flaktveit) |

|                                        |           |  |
| Ovenstad 20’ S. Eriksen 57’ Nakkim 77’ | Marcatori |  |

| Arbitro: | Hansen (Feda) |

|           |           |             |
| Bamba 90’ | Marcatori | 90’ Walstad |

| Arbitro: | Moen (Haugesund) |

|                            |           |                                       |
| Walstad 59’ K. Eriksen 65’ | Marcatori | 23’ Totland 46’ Mikkelsen 90’ Jenssen |

| Arbitro: | Nilsen (Oslo) |

|            |           |                               |
| Stokke 66’ | Marcatori | 31’ Dahl Reitan 57’ Konradsen |

#### Girone di ritorno
| Arbitro: | Hagen (Grue) |

|           |           |                  |
| Hansen 2’ | Marcatori | 76’ Olden Larsen |

| Arbitro: | Hagenes (Flaktveit) |

|             |           |                                |
| Sporrong 4’ | Marcatori | 43’ Pettersson 46’ Lehne Olsen |

| Arbitro: | Hagenes (Flaktveit) |

|                                                       |           |  |
| Omoijuanfo 14’, 82’ Ellingsen 36’ (rig.) Knudtzon 90’ | Marcatori |  |

| Arbitro: | Steen (Bergen) |

|            |           |           |
| Nakkim 61’ | Marcatori | 45’ Vales |

| Arbitro: | Moen (Haugesund) |

|                           |           |                |
| Vecchia 26’, 74’ Holm 90’ | Marcatori | 54’ K. Eriksen |

| Arbitro: | Hansen (Feda) |

|                  |           |            |
| Olden Larsen 75’ | Marcatori | 28’ Taylor |

| Arbitro: | Amland (Bergen) |

|                                                                 |           |  |
| Hansen 22’ Ndour 26’, 40’, 45’ Samuelsen 69’ Søderlund 81’, 85’ | Marcatori |  |

| Arbitro: | Eskås (Oslo) |

|              |           |  |
| Kitolano 11’ | Marcatori |  |

| Arbitro: | Skjerven (Kaupanger) |

|                                                          |           |  |
| Twum 37’ Olden Larsen 44’, 71’ Stokke 57’ K. Eriksen 83’ | Marcatori |  |

| Arbitro: | Hagenes (Flaktveit) |

|                        |           |                       |
| Kaasa 7’ Lauritsen 11’ | Marcatori | 80’, 82’ Olden Larsen |

| Arbitro: | S. Smehus Kringstad (Oslo) |

|  |           |                    |
|  | Marcatori | 90’ (rig.) Berisha |

| Arbitro: | Hagen (Grue) |

|             |           |                            |
| Tokstad 88’ | Marcatori | 12’ S. Eriksen 78’ Brustad |

| Arbitro: | Moen (Haugesund) |

|                 |           |                               |
| Olden Larsen 4’ | Marcatori | 2’ Koné 64’ Wichne 81’ Opseth |

| Arbitro: | Hansen (Feda) |

|                             |           |  |
| Oldrup Jensen 67’ Udahl 80’ | Marcatori |  |

| Arbitro: | Hagen (Grue) |

|  |           |                                      |
|  | Marcatori | 2’ Botheim 4’ Pellegrino 79’ Bjørkan |

### Norgesmesterskapet
| Arbitro: | Koløy |

|  |           |                                            |
|  | Marcatori | 9’ Ibrahim 61’ Semb Aasmundsen 69’ Scriven |

| Arbitro: | Medic |

|  |           |                            |
|  | Marcatori | 18’ Øverby 45’, 77’ Nakkim |

| Arbitro: | Hansen Grøtta |

|                                                   |           |                     |
| Ugland 32’ Ramsland 58’ Markovic 62’ Sjøkvist 66’ | Marcatori | 39’ Twum 87’ Bækken |

## Statistiche

### Statistiche di squadra
| Competizione       | Punti | In casa | In casa | In casa | In casa | In casa | In casa | In trasferta | In trasferta | In trasferta | In trasferta | In trasferta | In trasferta | Totale | Totale | Totale | Totale | Totale | Totale | DR  |
| Competizione       | Punti | G       | V       | N       | P       | Gf      | Gs      | G            | V            | N            | P            | Gf           | Gs           | G      | V      | N      | P      | Gf     | Gs     | DR  |
| ------------------ | ----- | ------- | ------- | ------- | ------- | ------- | ------- | ------------ | ------------ | ------------ | ------------ | ------------ | ------------ | ------ | ------ | ------ | ------ | ------ | ------ | --- |
| Eliteserien        | 22    | 15      | 2       | 5       | 8       | 19      | 22      | 15           | 2            | 5            | 8            | 14           | 30           | 30     | 4      | 10     | 16     | 33     | 52     | -19 |
| Norgesmesterskapet | -     | 0       | 0       | 0       | 0       | 0       | 0       | 3            | 2            | 0            | 1            | 8            | 4            | 3      | 2      | 0      | 1      | 8      | 4      | +4  |
| Totale             | -     | 15      | 2       | 5       | 8       | 19      | 22      | 18           | 4            | 5            | 9            | 22           | 34           | 33     | 6      | 10     | 17     | 41     | 56     | -15 |

### Andamento in campionato
| Giornata  | 1 | 2  | 3 | 4  | 5  | 6  | 7  | 8  | 9  | 10 | 11 | 12 | 13 | 14 | 15 | 16 | 17 | 18 | 19 | 20 | 21 | 22 | 23 | 24 | 25 | 26 | 27 | 28 | 29 | 30 |
| --------- | - | -- | - | -- | -- | -- | -- | -- | -- | -- | -- | -- | -- | -- | -- | -- | -- | -- | -- | -- | -- | -- | -- | -- | -- | -- | -- | -- | -- | -- |
| Luogo     | T | C  | T | C  | T  | C  | T  | C  | T  | C  | T  | C  | T  | C  | C  | T  | C  | T  | C  | T  | C  | T  | T  | C  | T  | C  | T  | T  | T  | C  |
| Risultato | N | P  | V | N  | P  | N  | P  | N  | N  | P  | P  | V  | N  | P  | P  | N  | P  | P  | N  | P  | N  | P  | P  | V  | N  | P  | V  | P  | P  | P  |
| Posizione | 6 | 11 | 7 | 10 | 12 | 12 | 14 | 15 | 13 | 15 | 15 | 13 | 13 | 14 | 14 | 14 | 14 | 14 | 14 | 16 | 16 | 16 | 16 | 15 | 16 | 16 | 15 | 15 | 16 | 16 |

Fonte:  Eliteserien 2021, su altomfotball.no, Altomfotball.
Legenda:

Luogo: C = Casa; T = Trasferta. Risultato: V = Vittoria; N = Pareggio; P = Sconfitta.

### Statistiche dei giocatori
| Giocatore           | Eliteserien | Eliteserien | Eliteserien | Eliteserien | Norgesmesterskapet | Norgesmesterskapet | Norgesmesterskapet | Norgesmesterskapet | Coppe europee | Coppe europee | Coppe europee | Coppe europee | Altre coppe | Altre coppe | Altre coppe | Altre coppe | Totale   | Totale | Totale      | Totale     |
| Giocatore           | Presenze    | Reti        | Ammonizioni | Espulsioni  | Presenze           | Reti               | Ammonizioni        | Espulsioni         | Presenze      | Reti          | Ammonizioni   | Espulsioni    | Presenze    | Reti        | Ammonizioni | Espulsioni  | Presenze | Reti   | Ammonizioni | Espulsioni |
| ------------------- | ----------- | ----------- | ----------- | ----------- | ------------------ | ------------------ | ------------------ | ------------------ | ------------- | ------------- | ------------- | ------------- | ----------- | ----------- | ----------- | ----------- | -------- | ------ | ----------- | ---------- |
| M. Bækken           | 4           | 0           | 0           | 0           | 3                  | 1                  | 0                  | 0                  |               |               |               |               |             |             |             |             | 7        | 1      | 0           | 0          |
| F. Bamenye          | 1           | 0           | 0           | 0           | 2                  | 0                  | 0                  | 0                  |               |               |               |               |             |             |             |             | 3        | 0      | 0           | 0          |
| T. Bjørnstad        | 0           | 0           | 0           | 0           | 1                  | 0                  | 1                  | 0                  |               |               |               |               |             |             |             |             | 1        | 0      | 1           | 0          |
| T. Brochmann        | 9           | 1           | 1           | 0           | 0                  | 0                  | 0                  | 0                  |               |               |               |               |             |             |             |             | 9        | 1      | 1           | 0          |
| F. Brustad          | 27          | 2           | 1           | 0           | 2                  | 0                  | 0                  | 0                  |               |               |               |               |             |             |             |             | 29       | 2      | 1           | 0          |
| K. Eriksen          | 18          | 3           | 0           | 0           | 3                  | 0                  | 0                  | 0                  |               |               |               |               |             |             |             |             | 21       | 3      | 0           | 0          |
| S. Eriksen          | 15          | 2           | 3           | 0           | 1                  | 0                  | 0                  | 0                  |               |               |               |               |             |             |             |             | 16       | 2      | 3           | 0          |
| C. Gauseth          | 21          | 0           | 3           | 0           | 1                  | 0                  | 0                  | 0                  |               |               |               |               |             |             |             |             | 22       | 0      | 3           | 0          |
| A. Hansen           | 6           | 0           | 1           | 0           | 1                  | 0                  | 0                  | 0                  |               |               |               |               |             |             |             |             | 7        | 0      | 1           | 0          |
| E. Hejer            | 0           | 0           | 0           | 0           | 0                  | 0                  | 0                  | 0                  |               |               |               |               |             |             |             |             | 0        | 0      | 0           | 0          |
| J. Holthe           | 0           | 0           | 0           | 0           | 1                  | 0                  | 0                  | 0                  |               |               |               |               |             |             |             |             | 1        | 0      | 0           | 0          |
| S. Ibrahim          | 6           | 1           | 0           | 0           | 2                  | 1                  | 0                  | 0                  |               |               |               |               |             |             |             |             | 8        | 2      | 0           | 0          |
| D. Janevski         | 7           | 0           | 1           | 0           | 1                  | 0                  | 1                  | 0                  |               |               |               |               |             |             |             |             | 8        | 0      | 2           | 0          |
| H. Kleppa           | 9           | 0           | 1           | 0           | 3                  | 0                  | 0                  | 0                  |               |               |               |               |             |             |             |             | 12       | 0      | 1           | 0          |
| L. Lekkas           | 0           | 0           | 0           | 0           | 0                  | 0                  | 0                  | 0                  |               |               |               |               |             |             |             |             | 0        | 0      | 0           | 0          |
| I. Lysgård          | 8           | 0           | 0           | 0           | 4                  | 0                  | 0                  | 0                  |               |               |               |               |             |             |             |             | 12       | 0      | 0           | 0          |
| S. Makani           | 22          | -39         | 0           | 0           | 0                  | 0                  | 0                  | 0                  |               |               |               |               |             |             |             |             | 22       | -39    | 0           | 0          |
| M. Nakkim           | 29          | 3           | 4           | 0           | 2                  | 2                  | 0                  | 0                  |               |               |               |               |             |             |             |             | 31       | 5      | 4           | 0          |
| L. Olden Larsen     | 30          | 8           | 2           | 0           | 2                  | 0                  | 0                  | 0                  |               |               |               |               |             |             |             |             | 32       | 8      | 2           | 0          |
| J. Olsen Solberg    | 27          | 0           | 4           | 0           | 3                  | 0                  | 0                  | 0                  |               |               |               |               |             |             |             |             | 30       | 0      | 4           | 0          |
| M. Ovenstad         | 29          | 3           | 3           | 0           | 1                  | 0                  | 0                  | 0                  |               |               |               |               |             |             |             |             | 30       | 3      | 3           | 0          |
| S. Øverby           | 9           | 0           | 0           | 0           | 3                  | 1                  | 0                  | 0                  |               |               |               |               |             |             |             |             | 12       | 1      | 0           | 0          |
| W. Sælid Sell       | 10          | 0           | 3           | 0           | 2                  | 0                  | 0                  | 0                  |               |               |               |               |             |             |             |             | 12       | 0      | 3           | 0          |
| A. Scriven          | 5           | 0           | 0           | 0           | 1                  | 1                  | 0                  | 0                  |               |               |               |               |             |             |             |             | 6        | 1      | 0           | 0          |
| S. Sebulonsen       | 4           | 0           | 0           | 0           | 0                  | 0                  | 0                  | 0                  |               |               |               |               |             |             |             |             | 4        | 0      | 0           | 0          |
| S. Semb Aasmundsen  | 23          | 0           | 6           | 0           | 3                  | 1                  | 1                  | 0                  |               |               |               |               |             |             |             |             | 26       | 1      | 7           | 0          |
| B. Singh            | 2           | 0           | 0           | 0           | 1                  | 0                  | 0                  | 0                  |               |               |               |               |             |             |             |             | 3        | 0      | 0           | 0          |
| D. Skare            | 0           | 0           | 0           | 0           | 2                  | 0                  | 0                  | 0                  |               |               |               |               |             |             |             |             | 2        | 0      | 0           | 0          |
| E. Skistad          | 13          | 0           | 1           | 0           | 1                  | 0                  | 0                  | 0                  |               |               |               |               |             |             |             |             | 14       | 0      | 1           | 0          |
| S. Solholm Johansen | 16          | 1           | 1           | 0           | 0                  | 0                  | 0                  | 0                  |               |               |               |               |             |             |             |             | 16       | 1      | 1           | 0          |
| A. Sporrong         | 14          | 1           | 4           | 0           | 0                  | 0                  | 0                  | 0                  |               |               |               |               |             |             |             |             | 14       | 1      | 4           | 0          |
| B. Stokke           | 28          | 4           | 1           | 0           | 0                  | 0                  | 0                  | 0                  |               |               |               |               |             |             |             |             | 28       | 4      | 1           | 0          |
| O. Sveen            | 25          | 1           | 3           | 0           | 2                  | 0                  | 0                  | 0                  |               |               |               |               |             |             |             |             | 27       | 1      | 3           | 0          |
| I. Twum             | 24          | 1           | 4           | 0           | 3                  | 1                  | 1                  | 0                  |               |               |               |               |             |             |             |             | 27       | 2      | 5           | 0          |
| N. Walstad          | 28          | 2           | 4           | 0           | 0                  | 0                  | 0                  | 0                  |               |               |               |               |             |             |             |             | 28       | 2      | 4           | 0          |